# Jandino Asporaat
Jandino Jullian Asporaat (Willemstad, 9 januari 1981) is een Nederlands stand-upcomedian, acteur, televisiepresentator, zanger, producent, imitator en ondernemer van Curaçaose afkomst.
Asporaat vergaarde bekendheid door zijn humoristische praatprogramma De Dino Show, met daarin de vaste sketches over het fictieve fastfoodrestaurant FC Kip, en hierin vertolkte hij de hoofdrollen van Judeska en Rajesh. Sinds eind 2013 werkt Asporaat vooral als presentator voor RTL-programma's.

## Biografie
Asporaat werd geboren in Willemstad en groeide op in de wijk Buena Vista. Begin jaren negentig vestigde het gezin waarin hij opgroeide zich in Rotterdam. Zijn vader verliet na enige tijd het gezin. Na zijn opleiding werkte Asporaat kort als schilder, maar al snel stopte hij daarmee, om zich op stand-upcomedy te richten.
Asporaat begon in 2002 bij de Rotterdamse jongerentheatergroep Young Stage waar hij gedurende twee seizoenen werkte. Hij heeft in voorstellingen van diverse Nederlandse theatergroepen gespeeld (Ro Theater, Waterhuis, Rotjong). Ook was hij te zien op televisie (onder andere in The Comedy Factory, 2007), in films (Deuce Bigalow, Staatsgevaarlijk) en in televisiereclames.
Naast zijn werk als stand-upcomedian, presentator en acteur schrijft Asporaat muziek en produceert hij diverse theater-, televisie- en mediaproducties. Als tekstschrijver was hij verbonden aan onder meer de Volkskrant en het NTR-programma Raymann is Laat. Naast zijn publieke optredens, is hij ook werkzaam voor zijn eigen productiebedrijf Het huis van Asporaat.
Op 1 november 2014 opende Asporaat een eigen kledingwinkel in Delft.
Op 22 november 2023 heeft Asporaat een echt FC Kip Restaurant geopend in Rotterdam. De opening van dit restaurant werd echter zo druk bezocht dat het restaurant een paar dagen later voor drie dagen moest sluiten. De keuken kon de drukte niet aan en moest daarom groter worden gemaakt. Het restaurant heropende daarna weer op 30 november 2023.

### Televisie en film
In mei 2007 was Asporaat eenmalig te zien in het televisieprogramma De Lama's van BNN.

#### NTR
In 2009 mocht Asporaat in samenwerking met Men at Work in het kader van TV Lab van de NPS een pilot maken van een nieuw comedyprogramma, Comedy at Work. In TV Lab werden een week lang vernieuwende televisieprogramma's uitgezonden. Asporaat werkte samen met drie andere komedianten, Sergio IJssel (van onder andere Flikken Maastricht), Shula Felomina (theatercomedy) en Alpha Oumar Barry (onder andere Kwasi & Kwame: De Zwarte met het Witte Hart).
In juli 2011 was er het vervolg op Comedy at Work bij de NTR op Nederland 3. De comedians achter Help, mijn man is John Williams, Meisje, ik ben boos en De Nanny kwamen terug met comedy, sketches en met een nieuwe naam: De Dino Show. In elke uitzending ontving Asporaat bekende gasten, waarmee hij in gesprek ging. Tussen de gesprekken door werden komische filmpjes getoond, bijvoorbeeld de vaste sketch over het fictieve fastfoodrestaurant FC Kip waarin hij de hoofdrol Rajesh speelde, maar ook zijn alter ego Judeska. Het televisieprogramma werd in 2013 genomineerd voor het Europese festival voor amusementsprogramma's op televisie de Gouden Roos (Rose d'Or). Zijn laatste seizoen De Dino Show presenteerde hij in 2014/2015 toen hij zijn contract met twee jaar verlengde. In 2015 maakte hij Bij Dino in de straat. In oktober 2021 kreeg Asporaat voor NPO1-programma Dino’s Bezorgservice een  TV Knollen-award voor slechtste tv-programma van het jaar.

#### RTL
Vanaf eind 2013 was Asporaat bij RTL 4 te zien als vast panellid in Wie ben ik?. Daarnaast speelde hij een gastrol in De TV Kantine. Sinds 2014 presenteert hij samen met Gordon en Gerard Joling het komisch spelprogramma Alles mag op ... De eerste twee seizoenen werd het programma op vrijdagavond uitgezonden onder de titel Alles mag op vrijdag. Het derde seizoen werd op zaterdag uitgezonden onder de titel Alles mag op zaterdag en het vierde seizoen wordt uitgezonden op zondag onder de titel Alles mag op zondag. Zodoende is het programma in vier seizoenen op elke dag van het weekend uitgezonden, op vrijdag, op zaterdag en op zondag. Van 2015 tot en met 2017 presenteerde Asporaat met Chantal Janzen het programma Dance Dance Dance. Vanaf 17 oktober 2015 presenteerde hij tevens voor RTL 4 het programma Playback Je Gek. Sinds november 2015 had Asporaat zijn eigen talkshow op RTL 5, genaamd DINO. Dit programma is een spin-off van het succesvolle Dino Show van de NTR.
Op 10 december 2015 kwam zijn eigen eerste speelfilm uit: Bon Bini Holland. In de film zit ook de seriesketch FC Kip verwerkt, bekend van De Dino Show. In februari 2016 mocht Asporaat voor RTL Late Night de Amerikaanse komiek Kevin Hart interviewen. Dit deed hij als Gerrie, een bekend typetje uit De Dino Show en Bon Bini Holland. In juli 2016 kreeg Asporaat de rol van Sneeuwbal in de Nederlandse versie van Huisdiergeheimen. Asporaat zat ook geregeld in spelprogramma's als Mag ik u kussen? (zowel Vlaamse als Nederlandse versie) en bij De Slimste Mens ter Wereld als jurylid. In 2017 keerde Asporaat als teamcaptain terug bij Wie ben ik? en maakte daarnaast voor RTL XL het realityprogramma Dino En De Boys Op Curaçao. In het najaar van 2024 was Asporaat de "Marmot" in The Masked Singer.

#### SBS
Begin 2019 stopte Asporaat bij RTL 4 om voor SBS6 te gaan werken. In april 2019 was Asporaat samen met Gordon te zien in het televisieprogramma De Gordon tegen Dino show en was zijn programma Dino en Friends in New York te zien. Daarnaast keerde hij na 1 seizoen afwezigheid weer terug met het programma Dance Dance Dance ditmaal samen met Wendy van Dijk.

#### Voetbalgala en VI rel
In 2019 werd bekend dat Asporaat het voetbalgala zou presenteren. Dit leidde tot kritiek van VI, omdat hij geen achtergrond en affiniteit met sport heeft. Asporaat gebruikte vervolgens het voetbalgala om VI van repliek te dienen, hetgeen weer op kritiek van VI en De Telegraaf kwam te staan.
Op 7 november 2020 was Asporaat te zien in Het Jachtseizoen. Hierin wist hij net niet te ontsnappen.

## Theater
In 2005 stond Asporaat in de finale van het cabaretfestival Cameretten. Hij werd tweede en won de persoonlijkheidsprijs.
Zijn eerste avondvullende theatervoorstelling Antilliaanse Pot ging in september 2006 in première; later verscheen een dvd.
Buena Vista was de opvolger van zijn eerste theaterprogramma. In Buena Vista keerde Asporaat terug naar het begin. Deze voorstelling was begin juli 2011 te zien op Nederland 3 en is op dvd verschenen.
In 2011 stond Asporaat in het theater met zijn derde avondvullende voorstelling Laat ze maar komen.
Ongeveer tegelijkertijd met zijn eigen theatervoorstelling begon ook de tournee van een samenwerkingsverband tussen Asporaat, Roué Verveer, Murth Mossel en Howard Komproe, onder de naam Caribbean Combo. Zij reisden tijdens de wintermaanden in 2010 en 2011 samen door Nederland, Suriname en Curaçao. Op 7 juni 2014 was Asporaat de eerste cabaretier in de geschiedenis die een theaterprogramma in Ahoy Rotterdam had. In 2016 kwamen Asporaat, Roué Verveer, Philippe Geubels en Guido Weijers bij elkaar om samen een comedyshow te maken met de naam Gabbers. De shows in de Ziggo Dome waren een groot succes, waardoor de vier heren definitief aan de formatie Gabbers begonnen. Op 1 juli 2017 staan Asporaat en Najib Amhali samen met een show in De Kuip in Rotterdam. Ze zijn daarmee de eerste comedians in Nederland die optreden in een voetbalstadion.

### Theaterprogramma's
- 2006: Antilliaanse pot
- 2008: Buena Vista
- 2010-2011: Laat ze maar komen
- 2010-2011: Carribean Combo: Daar zal je ze hebben (met Roué Verveer, Howard Komproe en Murth Mossel)
- 2012: Carribean Combo: Ze ZIJN er weer! (met Roué Verveer, Howard Komproe en Murth Mossel)
- 2013-2014: De revue
- 2015-2016: Hoe dan ook
- 2016: Gabbers - Live in Ziggo Dome (met Roué Verveer, Philippe Geubels en Guido Weijers)
- 2016: Van je familie moet je het hebben (klucht, als Judeska)
- 2017: Gabbers 2 - Live in Ziggo Dome (met Roué Verveer, Philippe Geubels en Guido Weijers)
- 2017: Keihard
- 2017: Najib & Jandino: Live in De Kuip (met Najib Amhali)
- 2018-2019: Judeska in de TBS-Kliniek
- 2023-2024: Judeska Airlines
- 2024-heden: Therapie

## Films
- 2005: Deuce Bigalow: European Gigolo
- 2005: Staatsgevaarlijk
- 2015: Bon Bini Holland - Robertico / Rajesh / Judeska / Sydney / Gerrie
- 2018: Bon Bini Holland 2 - Robertico / Rajesh / Judeska / Sydney / Gerrie / Ahmet
- 2020: Bon Bini: Judeska in da House - Judeska
- 2022: Bon Bini Holland 3 - Robertico / Rajesh / Judeska / Sydney / Gerrie / Ahmet
- 2022: De Familie Claus 3 - als Joe
- 2023: Bon Bini: Bangkok Nights - Judeska / Rajesh / Gerrie / Ahmed / Robertico
- 2024: De Bellinga's: Pretpark op stelten - Zichzelf
- 2025: Bad Boa's - als Ramon

### Stemacteur
- 2011: Thor: De Legende van Walhalla - Hamer
- 2012: Ted en de schat van de mummie - Freddy
- 2013: Flits & het magische huis - Kiki
- 2016: Huisdiergeheimen - Sneeuwbal
- 2017: The Emoji Movie - Hi-5
- 2019: Huisdiergeheimen 2 - Sneeuwbal
- 2025: Daffy & Porky redden de wereld: The Day the Earth Blew Up - Daffy Duck

## Prijzen
- 2016: Gouden Kalf in de categorie Publiek voor zijn film Bon Bini Holland.[7]
- 2019: Gouden Kalf in de categorie Publiek voor zijn film Bon Bini Holland 2.[8]
- 2021: Gouden Kalf in de categorie Publiek voor zijn film Bon Bini: Judeska in da House.[9]
- 2022: Gouden Kalf in de categorie Publiek voor zijn film Bon Bini Holland 3.[10]

- 2024: Gouden Kalf in de categorie Publiek voor zijn film Bon Bini: Bangkok Nights.[11]

## Persoonlijk
Asporaat is getrouwd en heeft drie kinderen.

## Discografie

### Singles
| Single met eventuele hitnotering(en) in de Nederlandse Top 40 | Datum van verschijnen | Datum van binnenkomst | Hoogste positie | Aantal weken | Opmerkingen                                                 |
| ------------------------------------------------------------- | --------------------- | --------------------- | --------------- | ------------ | ----------------------------------------------------------- |
| Mijn liefde                                                   | 2013                  | 29-06-2013            | 29              | 3            | met Gerard Joling / Nr. 1 in de Single Top 100              |
| Brand new                                                     | 2017                  | 18-02-2017            | tip2            | 7            | met Murda & Jonna Fraser / Nr. 24 in de Single Top 100      |
| Anderhalf                                                     | 2020                  | 04-04-2020            | 27              | 4            | als Judeska / met Poke & Ali B / Nr. 5 in de Single Top 100 |